# Massacro di Batepá

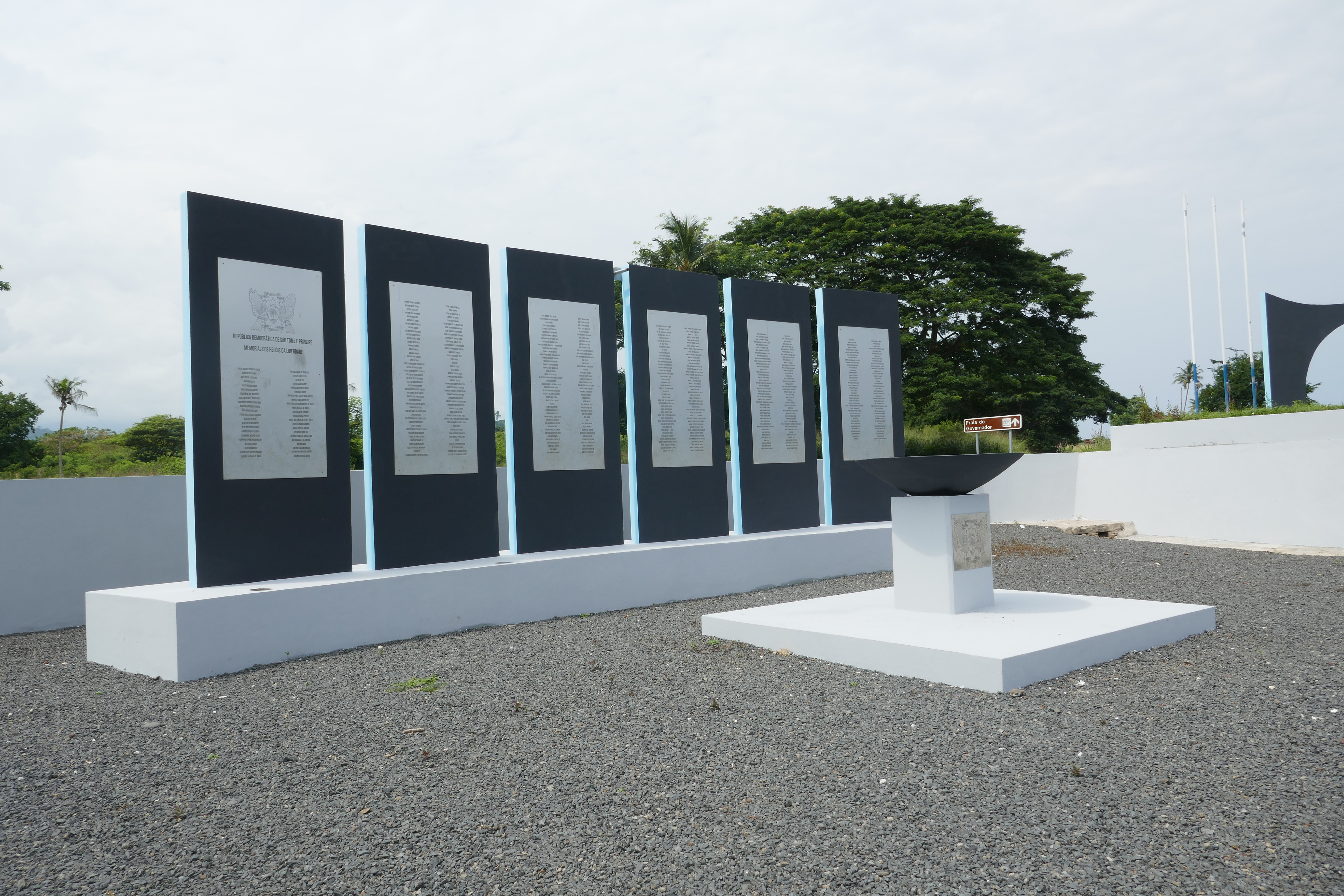
Monumento in memoria delle vittime del massacro, eretto nel 2015 sulla spiaggia di Fernão Dias, nel nord dell'isola di São Tomé.

Il massacro di Batepá è un fatto di sangue accaduto il 3 febbraio 1953 nel quale persero la vita circa 1.000 persone.  A Batepá, un piccolo villaggio nei pressi di Trindade, la seconda città di São Tomé e Príncipe, nell'isola di São Tomé, una violenta repressione fu ordinata dai proprietari terrieri portoghesi davanti alle proteste degli isolani creoli che rifiutavano il regime di "lavoro forzato retribuito" imposto loro per sopperire alla scarsità di manodopera nelle piantagioni e all'impossibilità di ricorrere a schiavi (la schiavitù era stata abolita dal Portogallo nel 1876).

## Origini ed eventi
L'economia di São Tomé è stata a lungo incentrata sulle piantagioni di canna da zucchero e di cacao. Con l'abolizione della schiavitù nel 1876, l'arcipelago si trovò a fronteggiare a una carenza di manodopera, aggravata dal rifiuto degli schiavi affrancati, creoli nativi delle isole (i Forros), di lavorare la terra. Lavoratori a contratto vennero portati nelle altre colonie (Angola, Capo Verde e Mozambico). Si instaurò quindi un clima generale di tensione sociale che sfociò negli scontri del febbraio 1953 con diverse centinaia di morti.

## Conseguenze
La repressione da parte delle autorità coloniali contribuì notevolmente alla nascita del sentimento nazionalista Saotomeano che, dopo lunghe battaglie, portò all'indipendenza nel 1975. São Tomé e Príncipe commemora ogni anno i tragici eventi del 3 febbraio 1953, sotto il nome di Martires da Liberdade (Festa dei Martiri della Liberazione). Al Museo Nazionale di São Tomé e Príncipe sono raccolte le testimonianze, le fotografie e i documenti relativi al massacro.